# Драгодан
Драгода́н (болг. Драгодан) — село в Кюстендильській області Болгарії. Входить до складу общини Кочериново.

## Населення
За даними перепису населення 2011 року у селі проживали 96 осіб, з них 93 особи (98,9%) — болгари.
Розподіл населення за віком у 2011 році:
Динаміка населення: